# Галерија грбова Турске
Галерија грбова Турске садржи све грбове који представљају модерну турску државу, као и историјске грбове који се односе на Османско царство.

## Актуелни грб/ови Турске
- Грб
 Турске Републике
- Усвојени грб Турске 
 (из 1925 - није кориштен)

### Амблеми националних институција Турске
- Амблем 
 предсједника Турске
- Печат 
 Великог савјета Турске
- Амблем 
 Министарства спољних послова Турске
- Најчешће кориштени амблем 
 амбасада Турске Републике
- Амблем 
 Оружаних снага Турске
- Амблем који користе 
 спортске репрезентације Турске

## Историјски грбови Отоманског царства
- Монограм (тугра) 
 османских царева
- Грб 
 Османског царства 
 (из 1846)
- Грб 
 Османског царства 
 (од 17. априла 1882)

## Грбови градова Турске
- Грб 
 Истанбула
- Грб 
 Измира
- Грб 
 Бурсе
- Грб 
 Адане
- Грб 
 Газијантепа
- Грб 
 Коније
- Грб 
 Анталије
- Грб 
 Дијарбакира
- Грб 
 Денизлија
- Грб 
 Малатије
- Грб 
 Ерзурума